# Коттон, Бен
Бен Коттон (родился 26 июля 1975 года, знак зодиака - Лев) - канадский актер кино и телевидения. Его наиболее заметные роли - в телесериале "Звездные врата Атлантиды", где он играет ученого доктора Кавана, его изображение "Леона Белла" в игре Dead Rising 2, Шейна Пирса, местного жителя, на острове Харпера CBS и лейтенанта. Кокер Фасьовик в Звездном крейсере Галактика: Кровь и хром.

## Избранная фильмография
● Смолвиль (2002) в роли Пола
● Звездные врата Атлантиды (2004-2009) в роли доктора Кавана
● 4400: Эпизод 2x05 "Страдающие дети" (2005) в роли Дьюи
● Фильм "Хижина" (2005)
● Простая кривая (2005)
● Душевное кафе (2006) в роли романтического мальчика
● Семья в бегах (2006) в роли Трэвиса
● Скользящий (2006) в роли Чарли
● Уистлер (2007) в роли Дина Уэббера
● Сверхъестественное (2007) в роли бизнесмена/Гордость
● Кровные узы: 2x08 Хорошее, плохое и уродливое (2007) в роли Келли
● Флэш Гордон : 1x14 Встань и доставь (2007) в роли охотника за головами
● Звездный крейсер Галактика: Бритва (2007) в роли испуганного человека
● День, когда Земля остановилась (2008) в роли дальнобойщика
● Робсон Армс (2008) в роли Джоэла
● jPod (2008) в роли Тима
● Сообщения удалены (2009) как сержант
● Рождество в Ханаане (2009) в роли Бадди
● Риз в сериале (2009) в роли Херрика
● Остров Харпера (2009) в роли Шейна Пирса
● Хеллкэтс (2010) в роли Трэвиса Гатри
● 30 дней ночи: Темные дни (2010) в роли Дэйна
● Мальчик, который плакал оборотнем (2010) в роли водителя такси
● Двойник Пола (2011)
● Стрела (2012) в роли Дэйва Хакетта
● Алькатрас (2012) в роли заключенного
● Звездный крейсер Галактика: Кровь и хром (2012) в роли Кокера Фасьовика
● Любовь на параде в день благодарения (2012) в роли Брайана
● Грань (2012) в роли клерка на штрафстоянке
● Однажды в стране чудес (2013-2014) в роли Твидла #2
● Cinemanovels (2013) в роли Бена
● Лоуренс и Холломан (2013) в роли Лоуренса
● Песни, которые она написала о людях, которых она знает (2014) как Джейсон
● Малыш Каннабис (2014) в роли Джо Лойи
● Изомби (телесериал) (2015) в роли приспешника Блейна
● Невидимый (2016) в роли Крисби
● Марс (2016) в роли капитана Бена Сойера
●Грегуар (2017) в роли Стива
● Корона и якорь (2018)
● Лаймтаун (2019) в роли Терри Хилкинса
● Холодная погоня (2019) в роли Windex
● Неловкое равновесие (2020) в роли Майка
● Засланец из космоса (2021) в роли Джимми
● Мусор (2021) в роли Леба